# Атертон, Минна
Минна Атертон (род. 17 мая 2000, Auchenflower) — австралийская пловчиха. Призёр чемпионатов мира на дистанции 100 метров на спине в 50-метровом бассейне и на короткой воде. Ей принадлежит рекорд мира 100 м на спине в 25-метровом бассейне.

## Карьера
В декабре 2015 года на чемпионате штата Квинсленд по плаванию в Брисбене побила юниорский мировой рекорд на 100 м на спине со временем 59,37. Два месяца спустя, в феврале 2016 года, она дважды побила юниорский мировой рекорд на 50 м на спине. В предварительном заплыве она проплыла 27.73, затем 27.49 в финале.
В апреле 2016 года не прошла отбор на летние Олимпийские Игры 2016 года. Её лучшим результатом на австралийских отборочных соревнованиях стало третье место на 100 м на спине.
В 2018 году участвовала в Играх Содружества Золотого Побережья, в которых она большого успеха не добилась.
Во второй день чемпионата мира на короткой воде в Ханчжоу впервые завоевала личную бронзовую медаль на 100 метрах на спине.
В 2019 году 27 октября в Будапеште в 25-метровом бассейне она проплыла 100 м на спине за 54,89 сек, установив новый мировой рекорд.